# Muntiacus putaoensis
Muntiacus putaoensis — вид парнокопитних ссавців родини оленеві (Cervidae). Був виявлений вперше в 1997 році в Бірмі в долині річки Маї-Хка. Названий на честь міста Путао, що знаходиться поруч ареалу виду. Найдрібніший олень з роду мунтжаків (вага в середньому близько 12 кілограмів). В 2002 році олені цього виду були виявлені також в індійському штаті Аруначал-Прадеш.